# NK Radnik
Nogometni Klub Radnik Velika Gorica is een Kroatische voormalig voetbalclub uit Velika Gorica.

## Erelijst
| Nationaal                    |    |                  |
| Kampioen Tweede liga (Noord) | 1x | 1992             |
| Kampioen Amateusliga Zagreb  | 2x | 2004/05, 2005/06 |